# Premio al mejor Baloncestista Masculino del Año de la Big Eight Conference
El Premio al mejor Baloncestista Masculino del Año de la Big Eight Conference (en inglés, Big Eight Conference Conference Men's Basketball Player of the Year) es un galardón que otorgaba la Big Eight Conference al jugador de baloncesto masculino más destacado del año. El premio fue entregado por primera vez en la temporada 1956–57 y finalizó tras la 1995–96, cuando la Big Eight fue desbandada y en su lugar se formó la Big 12 Conference. Desde 1960 hasta 1967 no se entregó ningún premio. Wayman Tisdale de Oklahoma y Danny Manning de Kansas son los únicos jugadores en haber recibido el premio en tres ocasiones. Manning fue también nombrado mejor jugador nacional en 1988. Otros seis jugadores han sido galardonados en dos ocasiones, el último de ellos Bryant Reeves de Oklahoma State (1993/95).
Missouri es la universidad con más ganadores con ocho, seguida por Kansas, Kansas State y Oklahoma con siete cada una. 

## Ganadores

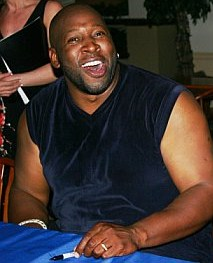
Wayman Tisdale (izq.) es uno de los dos jugadores que ha ganado el premio en dos ocasiones.

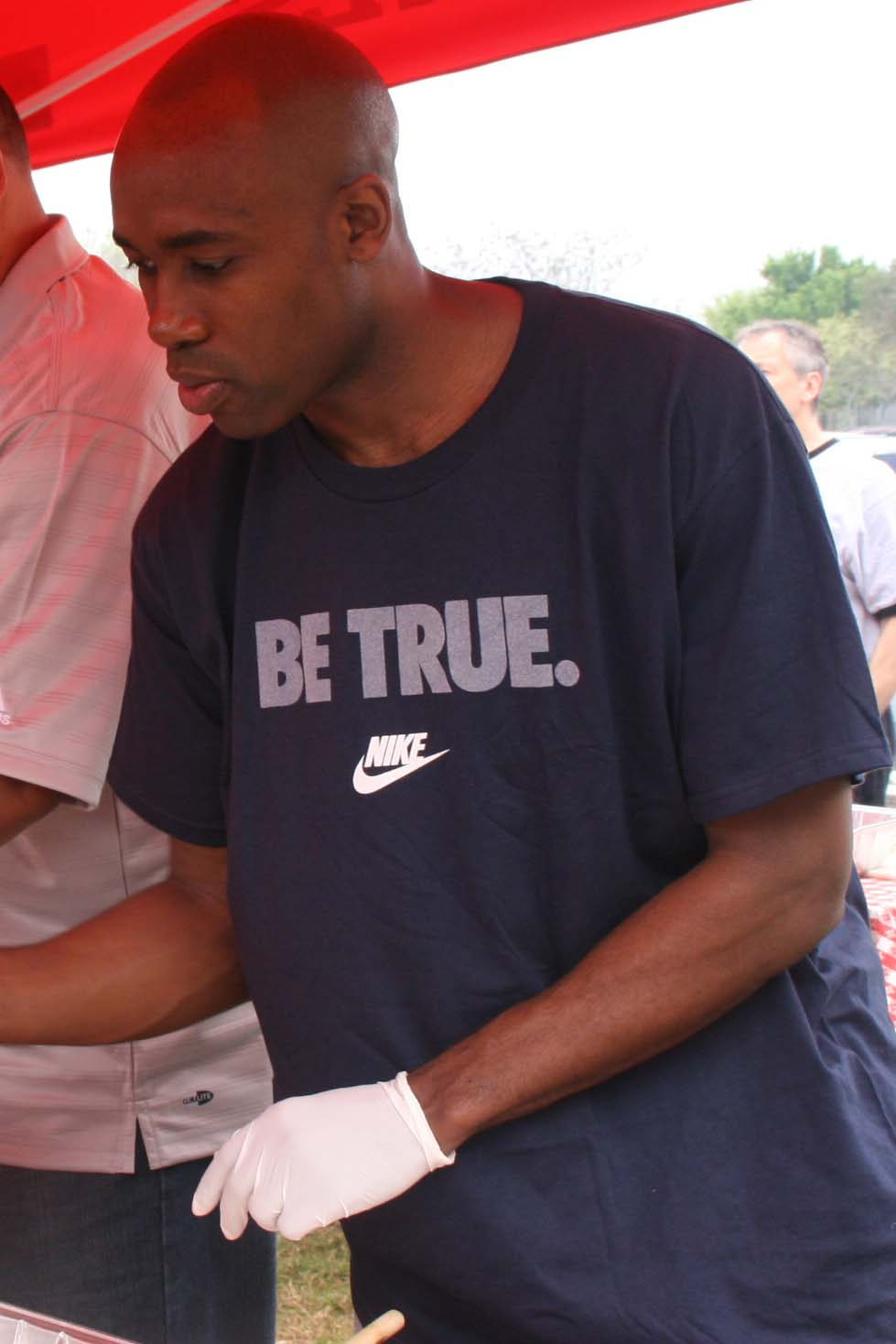
Jacque Vaughn fue el último jugador en recibir el premio.

| †           | Co-Jugadores del Año                                                                                                |
| *           | Ganador del premio al mejor universitario del año: el Naismith College Player of the Year o el John R. Wooden Award |
| Jugador (X) | Denota el número de veces que ha conseguido el galardón                                                             |

| Temporada | Jugador                 | Universidad             | Posición                | Curso                   |
| --------- | ----------------------- | ----------------------- | ----------------------- | ----------------------- |
| 1956–57   | Gary Thompson           | Iowa State              | Base / Escolta          | Senior                  |
| 1957–58   | Bob Boozer              | Kansas State            | Alero                   | Junior                  |
| 1958–59   | Bob Boozer (2)          | Kansas State            | Alero                   | Senior                  |
| 1960–67   | No se entregó el premio | No se entregó el premio | No se entregó el premio | No se entregó el premio |
| 1967–68   | Donald Smith            | Iowa State              | Pívot / Ala-Pívot       | Senior                  |
| 1968–69   | Cliff Meely             | Colorado                | Pívot                   | Sophomore               |
| 1969–70   | Dave Robisch            | Kansas                  | Pívot                   | Junior                  |
| 1970–71†  | Cliff Meely (2)         | Colorado                | Pívot                   | Senior                  |
| 1970-71†  | Dave Robisch (2)        | Kansas                  | Pívot                   | Senior                  |
| 1971–72   | Bud Stallworth          | Kansas                  | Escolta                 | Senior                  |
| 1972–73   | Lon Kruger              | Kansas State            | Base / Escolta          | Junior                  |
| 1973–74   | Lon Kruger (2)          | Kansas State            | Base / Escolta          | Senior                  |
| 1974–75   | Alvan Adams             | Oklahoma                | Pívot                   | Junior                  |
| 1975–76   | Willie Smith            | Missouri                | Base / Escolta          | Senior                  |
| 1976–77†  | Kim Anderson            | Missouri                | Alero                   | Senior                  |
| 1976–77†  | Mike Evans              | Kansas State            | Escolta / Base          | Junior                  |
| 1977–78   | Mike Evans (2)          | Kansas State            | Escolta / Base          | Senior                  |
| 1978–79   | John McCullough         | Oklahoma                | Escolta / Alero         | Senior                  |
| 1979–80   | Rolando Blackman        | Kansas State            | Escolta                 | Junior                  |
| 1980–81   | Andre Smith             | Nebraska                | Pívot                   | Senior                  |
| 1981–82   | Ricky Frazier           | Missouri                | Alero                   | Senior                  |
| 1982–83†  | Steve Stipanovich       | Missouri                | Pívot                   | Senior                  |
| 1982–83†  | Wayman Tisdale          | Oklahoma                | Ala-Pívot               | Freshman                |
| 1983–84   | Wayman Tisdale (2)      | Oklahoma                | Ala-Pívot               | Sophomore               |
| 1984–85   | Wayman Tisdale (3)      | Oklahoma                | Ala-Pívot               | Junior                  |
| 1985–86   | Danny Manning           | Kansas                  | Ala-Pívot               | Sophomore               |
| 1986–87   | Danny Manning (2)       | Kansas                  | Ala-Pívot               | Junior                  |
| 1987–88   | Danny Manning* (3)      | Kansas                  | Ala-Pívot               | Senior                  |
| 1988–89   | Stacey King             | Oklahoma                | Pívot / Alero           | Senior                  |
| 1989–90   | Doug Smith              | Missouri                | Alero                   | Junior                  |
| 1990–91†  | Byron Houston           | Oklahoma State          | Alero                   | Junior                  |
| 1990–91†  | Doug Smith (2)          | Missouri                | Alero                   | Senior                  |
| 1991–92   | Anthony Peeler          | Missouri                | Escolta                 | Senior                  |
| 1992–93   | Bryant Reeves           | Oklahoma State          | Pívot                   | Sophomore               |
| 1993–94   | Melvin Booker           | Missouri                | Base                    | Senior                  |
| 1994–95†  | Ryan Minor              | Oklahoma                | Alero                   | Junior                  |
| 1994–95†  | Bryant Reeves (2)       | Oklahoma State          | Pívot                   | Senior                  |
| 1995–96   | Jacque Vaughn           | Kansas                  | Base                    | Junior                  |

## Ganadores por universidad
| Universidad (en Big Eight desde) | Premios | Años                                              |
| -------------------------------- | ------- | ------------------------------------------------- |
| Missouri (1907)                  | 8       | 1976, 1977†, 1982, 1983†, 1990, 1991†, 1992, 1994 |
| Kansas (1907)                    | 7       | 1970, 1971†, 1972, 1986, 1987, 1988, 1996         |
| Kansas State (1913)              | 7       | 1958, 1959, 1973, 1974, 1977†, 1978, 1980         |
| Oklahoma (1919)                  | 7       | 1975, 1979, 1983†, 1984, 1985, 1989, 1995†        |
| Oklahoma State (1958)            | 3       | 1991†, 1993, 1995†                                |
| Colorado (1947)                  | 2       | 1969, 1971†                                       |
| Iowa State (1910)                | 2       | 1957, 1968                                        |
| Nebraska (1921)                  | 1       | 1981                                              |